# Gemmyo
Gemmyo est une entreprise de joaillerie française fondée en 2011 par Pauline Laigneau, Charif Debs et Malek Debs. Elle conçoit, fait fabriquer et distribue des bijoux.
D’abord exclusivement disponible sur Internet, la marque compte aujourd’hui plusieurs boutiques en France (Paris, Lyon, Toulouse, Bordeaux, Aix-en-Provence), en Belgique (Bruxelles) en Suisse (Genève) et au Japon (Tokyo).

## Histoire
En mai 2011, Pauline Laigneau (ENS, HEC) et Charif Debs (Centrale, Harvard) ont l’idée de créer Gemmyo, une maison de joaillerie en ligne. Très vite, ils sont rejoints par le frère de Charif, Malek Debs (X-Ecole des ponts),. Gemmyo vient du terme gemmologie.
De 2011 à 2012, l’entreprise se structure ; elle met en place des process avec des ateliers de fabrication français, sécurise l’achat d’or et de pierres. La marque ne dispose alors d’aucun stock et fabrique uniquement à la commande. Les bijoux sont fabriqués dans des ateliers français travaillant pour des maisons de haute joaillerie.
En décembre 2011, l’entreprise procède à une levée de fonds de 340 000 euros auprès de business angels . Ceux-ci renouvellent leurs investissements lors du 2e tour de table en septembre 2012 , qui s’élève à 600 000 euros. Cette augmentation de capital a pour but de financer la refonte du site, sécuriser les arrivées de pierres, asseoir la fabrication,.
En novembre 2013, la start-up lève 3,1 millions d'euros auprès du fonds d’investissement Alven Capital. Cette levée de fonds permet de financer une grande campagne de communication.
En 2022, l’entreprise sous-traite à plusieurs ateliers de joaillerie en France. En 2024, Sophie Garric est nommée directrice générale de l'entreprise par Pauline Laigneau et Charif Debs qui assurent la présidence via leur holding suisse. Le couple a repris 80% du capital cette même année, redevenant actionnaires majoritaires .

## Fabrication

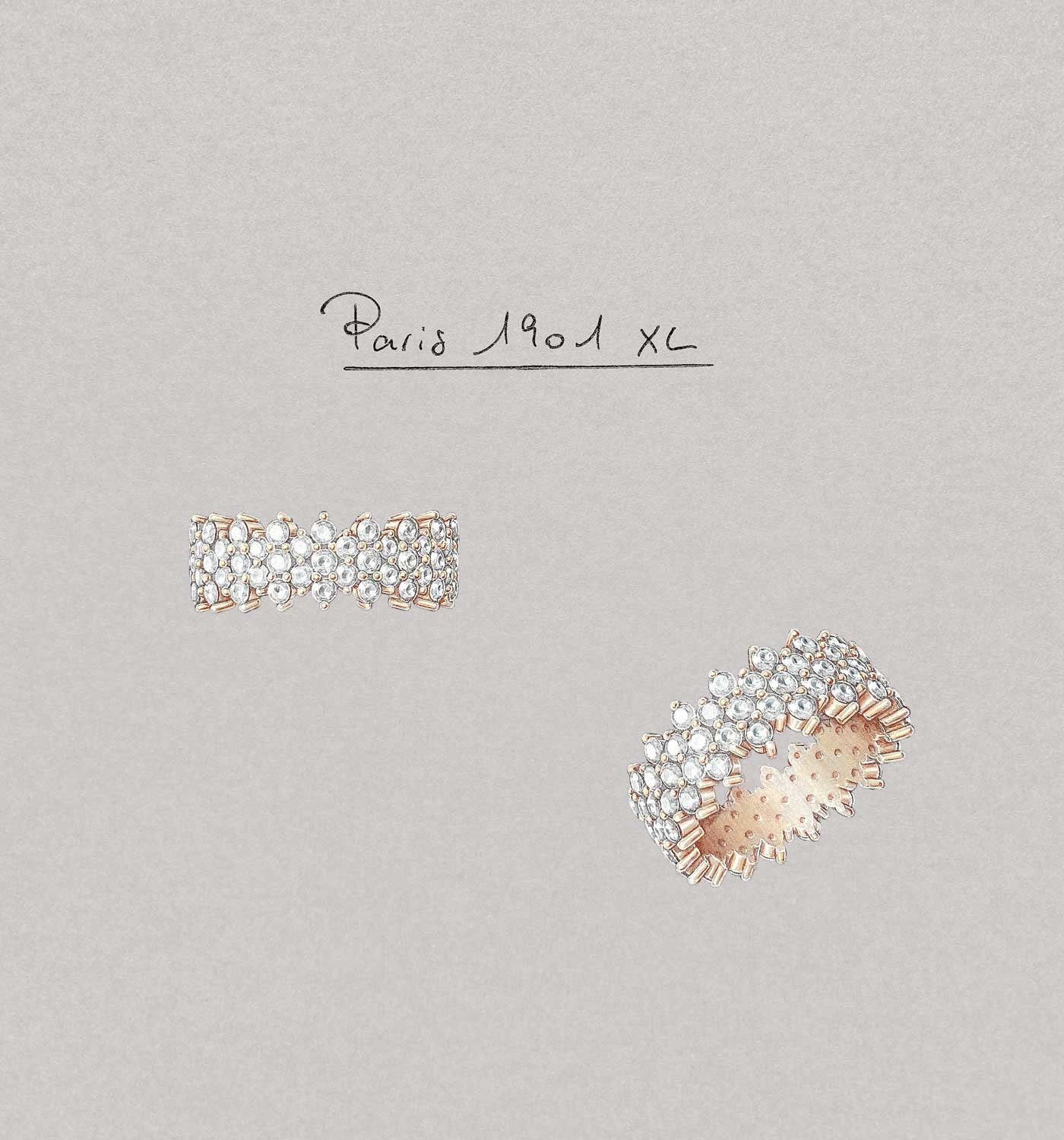
Dessin d'un modèle de la collection Paris 1901.

Pour fabriquer à moindres coûts, l’entreprise s’appuie sur l’impression 3D pour créer des cires, servant à produire le bijou final. Cela permet d’échapper au moulage traditionnel, évite la gestion des stocks et accélère le délai de fabrication des bijoux.
Gemmyo utilise 75 % d'or recyclé.

## Distribution
En septembre 2011, l’entreprise lance la première version de son site de vente en ligne et traite les premières commandes de clients. Gemmyo est alors la première marque de joaillerie 100 % digitale. Le nouveau site Internet voit le jour en juin 2012. Jusqu’en 2014, Gemmyo est une marque pure player qui vend ses produits exclusivement sur son site Internet. En 2015, l’entreprise décide de vendre ses produits en physique, et ouvre une première boutique à Paris, puis Lyon en 2017, et Toulouse en 2019.
En 2018, la marque ouvre un corner permanent au 1er étage du Printemps Haussmann. Avant de s’installer de façon permanente au sein de l’espace joaillerie, Gemmyo se teste pendant deux mois dans un pop-up store.
En juin 2021, Gemmyo ouvre une boutique à Bruxelles, puis à Genève en 2022, ainsi qu'à Bordeaux et Aix-en-Provence. En novembre 2024, la marque ouvre sa première boutique au Japon, à Tokyo.